# Skads Provsti
Skads Provsti er et provsti i Ribe Stift. Provstiet ligger i Esbjerg Kommune og Fanø Kommune.
Skads Provsti består af 18 sogne med 19 kirker, fordelt på 15 pastorater.
Rousthøje Sogn hører til Varde Provsti. 

## Pastorater
| Pastorater i Skads Provsti    | Pastorater i Skads Provsti | Pastorater i Skads Provsti |
| ----------------------------- | -------------------------- | -------------------------- |
| Bryndum-Vester Nebel Pastorat | Fanø Pastorat              | Gjesing Pastorat           |
| Grimstrup Pastorat            | Grundtvigs Pastorat        | Guldager-Hostrup Pastorat  |
| Hjerting Pastorat             | Jerne Pastorat             | Kvaglund Pastorat          |
| Skads Pastorat                | Sneum-Tjæreborg Pastorat   | Sædden Pastorat            |
| Treenigheds Pastorat          | Vor Frelsers Pastorat      | Zions Pastorat             |

## Sogne
| Sogne i Skads Provsti | Sogne i Skads Provsti | Sogne i Skads Provsti |
| --------------------- | --------------------- | --------------------- |
| Bryndum Sogn          | Fanø Sogn             | Gjesing Sogn          |
| Grimstrup Sogn        | Grundtvigs Sogn       | Guldager Sogn         |
| Hjerting Sogn         | Hostrup Sogn          | Jerne Sogn            |
| Kvaglund Sogn         | Skads Sogn            | Sneum Sogn            |
| Sædden Sogn           | Tjæreborg Sogn        | Treenigheds Sogn      |
| Vester Nebel Sogn     | Vor Frelsers Sogn     | Zions Sogn            |